# الخدمة المدنية الأوروبية
الخدمة المدنية الأوروبية مصطلح عام ينطبق على جميع الموظفين الذين يخدمون مؤسسات ووكالات الاتحاد الأوروبي (EU). على الرغم من أن التوظيف يتم في بعض الأحيان بشكل مشترك، فإن كل مؤسسة مسؤولة عن هياكلها الداخلية وتسلسلها الهرمي.